# Jamaal Wilkes
Jamaal Abdul-Lateef Wilkes (nacido Jackson Keith Wilkes el 2 de mayo de 1953 en Berkeley, California) es un exjugador de baloncesto estadounidense que jugó durante 12 temporadas en la NBA. Con 1,98 de altura, jugaba en la posición de alero, y que ganó 4 títulos de campeón, con Golden State Warriors y con los Lakers. Antes de entrar en la liga profesional, Wilkes se convirtió al Islam, cambiando su nombre por el de Jamaal Abdul-Lateef, aunque mantuvo su apellido durante toda su carrera.

## Trayectoria deportiva

### Universidad
Tras haber sido elegido All-American en su High School de Santa Bárbara, pasó a formar parte de los Bruins de la Universidad de California Los Angeles (UCLA). Allí, junto a Bill Walton, ganó los campeonatos de la NCAA en 1972 y 1973, y formó parte del mítico equipo de UCLA que consiguió el récord de 88 partidos consecutivos con victoria. En sus tres temporadas universitarias promedió 15 puntos y 7,4 rebotes, con un porcentaje de tiro del 51,4%.

### Profesional
Fue elegido en el puesto 11 de la primera ronda del Draft de la NBA de 1974 por Golden State Warriors, y no le pudo ir mejor en su primer año, ya que además de ganar el título de Rookie del Año tras promediar 14,2 puntos y 8,2 rebotes, su equipo se proclamó campeón de la NBA, logrando su primer anillo. En su segunda temporada sus cifras mejoraron, y así fue elegido por primera vez para jugar el All Star Game, hecho que se repetiría en 1981 y 1983. Tras 3 temporadas en Golden State, fue fichado por Los Angeles Lakers, donde acabó coincidiendo en el equipo del Showtime con dos de los jugadores más determinantes de la historia de la NBA: Magic Johnson y Kareem Abdul-Jabbar. Junto a ellos conseguiría otros 3 títulos de Campeón de la NBA en 1980, 1982 y 1985.
Ya con 32 años, terminó su carrera deportiva en el equipo vecino, Los Angeles Clippers. En sus 12 temporadas como profesional ha promediado 17,7 puntos y 6,2 rebotes por partido.
El 2 de abril de 2012, se anunció que Wilkes pasaría a formar parte del Naismith Memorial Basketball Hall of Fame, entre los elegidos en este año. Su elección se hizo oficial el 7 de septiembre. El 31 de agosto de 2012, Los Angeles Lakers anunciaron que retirarían el dorsal 52 como homenaje a Wilkes.
El 29 de diciembre de 2012, Los Angeles Lakers procedieron a la retirada del dorsal 52 y de su colocación en el Staples Center

## Estadísticas de su carrera en la NBA
|  | Indica que esa temporada fue Campeón de la NBA |

### Temporada regular
| Año      | Equipo        | PJ  | PT  | MPP  | %TC  | %3P  | %TL   | RPP | APP | ROB | TPP | PPP  |
| -------- | ------------- | --- | --- | ---- | ---- | ---- | ----- | --- | --- | --- | --- | ---- |
| 1974-75  | Golden State  | 82  | –   | 30.7 | .442 | –    | .734  | 8.2 | 2.2 | 1.3 | 0.3 | 14.2 |
| 1975-76  | Golden State  | 82  | –   | 33.1 | .463 | –    | .772  | 8.8 | 2.0 | 1.2 | 0.4 | 17.8 |
| 1976-77  | Golden State  | 76  | –   | 33.9 | .478 | –    | .797  | 7.6 | 2.8 | 1.7 | 0.2 | 17.7 |
| 1977-78  | L.A. Lakers   | 51  | –   | 29.2 | .440 | –    | .716  | 7.5 | 3.6 | 1.5 | 0.4 | 12.9 |
| 1978-79  | L.A. Lakers   | 82  | –   | 35.5 | .504 | –    | .751  | 7.4 | 2.8 | 1.6 | 0.3 | 18.6 |
| 1979-80  | L.A. Lakers   | 82  | –   | 37.9 | .535 | .176 | .808  | 6.4 | 3.0 | 1.6 | 0.3 | 20.0 |
| 1980-81  | L.A. Lakers   | 81  | –   | 37.4 | .526 | .077 | .758  | 5.4 | 2.9 | 1.5 | 0.4 | 22.6 |
| 1981-82  | L.A. Lakers   | 82  | 82  | 35.4 | .525 | .000 | .732  | 4.8 | 1.7 | 1.1 | 0.3 | 21.1 |
| 1982-83  | L.A. Lakers   | 80  | 80  | 31.9 | .530 | .000 | .757  | 4.3 | 2.3 | 0.8 | 0.2 | 19.6 |
| 1983-84  | L.A. Lakers   | 75  | 74  | 33.4 | .514 | .250 | .743  | 4.5 | 2.9 | 1.0 | 0.5 | 17.3 |
| 1984-85  | L.A. Lakers   | 42  | 8   | 18.1 | .488 | .000 | .773  | 2.2 | 1.0 | 0.5 | 0.1 | 8.3  |
| 1985-86  | L.A. Clippers | 13  | 1   | 15.0 | .400 | .333 | .815  | 2.2 | 1.2 | 0.5 | 0.2 | 5.8  |
| Total    | Total         | 828 | 245 | 32.9 | .499 | .135 | .759  | 6.2 | 2.5 | 1.3 | 0.3 | 17.7 |
| All-Star | All-Star      | 3   | 0   | 18.0 | .481 | –    | 1.000 | 4.7 | 2.3 | 1.3 | 0.0 | 11.0 |

### Playoffs
| Año   | Equipo       | PJ  | PT | MPP  | %TC  | %3P  | %TL  | RPP | APP | ROB | TPP | PPP  |
| ----- | ------------ | --- | -- | ---- | ---- | ---- | ---- | --- | --- | --- | --- | ---- |
| 1975  | Golden State | 17  | –  | 29.6 | .446 | –    | .702 | 7.0 | 1.6 | 1.5 | 0.8 | 15.0 |
| 1976  | Golden State | 13  | –  | 34.6 | .430 | –    | .778 | 7.9 | 2.2 | 0.9 | 0.6 | 15.9 |
| 1977  | Golden State | 10  | –  | 34.6 | .429 | –    | .821 | 8.0 | 1.6 | 1.6 | 0.6 | 15.5 |
| 1978  | L.A. Lakers  | 3   | –  | 36.0 | .469 | –    | .545 | 8.7 | 2.7 | 1.0 | 0.3 | 12.0 |
| 1979  | L.A. Lakers  | 8   | –  | 38.4 | .477 | –    | .676 | 8.5 | 2.0 | 1.9 | 0.3 | 18.4 |
| 1980  | L.A. Lakers  | 16  | –  | 40.8 | .476 | .000 | .815 | 8.0 | 3.0 | 1.5 | 0.3 | 20.3 |
| 1981  | L.A. Lakers  | 3   | –  | 37.7 | .438 | .000 | .667 | 2.7 | 1.3 | 0.3 | 0.3 | 18.0 |
| 1982  | L.A. Lakers  | 14  | –  | 38.2 | .502 | .000 | .776 | 5.0 | 2.6 | 1.1 | 0.2 | 20.0 |
| 1983  | L.A. Lakers  | 15  | –  | 39.3 | .498 | .000 | .614 | 6.0 | 3.4 | 1.3 | 0.7 | 19.9 |
| 1984  | L.A. Lakers  | 14  | –  | 14.0 | .400 | .000 | .636 | 1.9 | 0.6 | 0.3 | 0.1 | 4.5  |
| Total | Total        | 113 | –  | 33.6 | .465 | .000 | .727 | 6.4 | 2.2 | 1.2 | 0.5 | 16.1 |

## Vida personal
Su hijo mayor, Omar, jugó de base en la Universidad de California en Berkley, y su otro hijo, Jordan, de 2,13 metros de altura, hizo lo propio en el mismo equipo, jugando de alero. Su hija Sabreen jugó a voleibol en UCLA.